# Lista över herrmedaljörer i sprinteuropamästerskapen i kajak
Detta är en lista över samtliga medaljörer på herrsidan i sprinteuropamästerskapen i kanotsport sedan mästerskapet återinrättades 1997.

## K-1 200 m
| Spel                  | Guld                       | Silver                     | Brons                                             |
| Plovdiv 1997          | Vince Fehérvári            | Grzegorz Kotowicz          | Ezio Caldognetto                                  |
| Zagreb 1999           | Michael Kolganov           | Ognjen Filipović           | Pavel Hottmar                                     |
| Poznan 2000           | Alvydas Duonėla            | Oleksij Slivinskij         | Jaime Acuna Iglesias                              |
| Milano 2001           | Ronald Rauhe               | Vince Fehérvári            | Pavel Hottmar                                     |
| Szeged 2002           | Ronald Rauhe               | Vince Fehérvári            | Romas Petrukanecas                                |
| Poznan 2004           | Ronald Rauhe               | Alvydas Duonėla            | Tomasz Mendelski                                  |
| Poznan 2005           | Carlos Pérez Rial          | Gergely Boros              | Kimmo Latvamaki                                   |
| Račice 2006           | Ronald Rauhe               | Carlos Pérez Rial          | Mykola Kremer                                     |
| Pontevedra 2007       | Jonas Ems                  | Marek Twardowski           | Gergely Gyertyános                                |
| Milano 2008           | Vytautas Vaičikonis        | Péter Molnár               | Aleksejs Rumjancevs                               |
| Brandenburg 2009      | Oleh Charytonov            | Jonas Ems                  | Filip Svab                                        |
| Trasona 2010          | Ed McKeever                | Ronald Rauhe               | Piotr Siemionowski                                |
| Belgrad 2011          | Piotr Siemionowski (POL)   | Péter Molnár (HUN)         | Ed McKeever (GBR)                                 |
| Zagreb 2012           | Marko Novaković (SRB)      | Maxime Beaumont (FRA)      | Edward McKeever (GBR)                             |
| Montemor-o-Velho 2013 | Petter Öström (SWE)        | Marko Dragosavljević (SRB) | Tom Liebscher (GER)                               |
| Moskva 2014           | Marko Dragosavljević (SRB) | Ed McKeever (GBR)          | Jurij Postrigaj (RUS)                             |
| Racice 2015           | Marko Dragosavljević (SRB) | Petter Menning (SWE)       | Ignas Navakauskas (LTU)                           |
| Moskva 2016           | Liam Heath (GBR)           | Petter Menning (SWE)       | Aleksejs Rumjancevs (LAT) Ignas Navakauskas (LTU) |
| Plovdiv 2017          | Liam Heath (GBR)           | Bence Horváth (HUN)        | Marko Dragosavljević (SRB)                        |

## K-1 500 m
| Spel                  | Guld                      | Silver                                      | Brons                    |
| Plovdiv 1997          | Botond Storcz             | Grzegorz Kotowicz                           | Geza Magyar              |
| Zagreb 1999           | Petar Merkov              | Grzegorz Kotowicz                           | Michael Kolganov         |
| Poznan 2000           | Ákos Vereckei             | Michael Kolganov                            | Petar Merkov             |
| Milano 2001           | Ákos Vereckei             | Michael Kolganov                            | Emilio Merchán Alonso    |
| Szeged 2002           | Ákos Vereckei             | Petar Merkov                                | Jovino Gonzalez Comesana |
| Poznan 2004           | Ákos Vereckei             | Ian Wynne                                   | Carlos Pérez Rial        |
| Poznan 2005           | Ákos Vereckei             | Lutz Altepost                               | Stjepan Janic            |
| Račice 2006           | Zoltán Benkő              | Anton Rjachov                               | Lutz Altepost            |
| Pontevedra 2007       | Tim Brabants              | Anders Gustafsson                           | Marek Twardowski         |
| Milano 2008           | Kasper Bleibach           | Michele Zerial                              | Anton Rjachov            |
| Brandenburg 2009      | Anders Gustafsson         | Ronald Rauhe                                | Anton Rjachov            |
| Trasona 2010          | Tamás Szalai              | Anders Gustafsson                           | Max Hoff                 |
| Belgrad 2011          | Jurij Postrigaj (RUS)     | Anders Gustafsson (SWE)                     | Kasper Bleibach (DEN)    |
| Zagreb 2012           | Anders Gustafsson (SWE)   | Marek Twardowski (POL) · Josef Dostál (CZE) | Ingen utsedd             |
| Montemor-o-Velho 2013 | René Holten Poulsen (DEN) | Miklós Dudás (HUN)                          | Max Hoff (GER)           |
| Moskva 2014           | Tom Liebscher (GER)       | René Holten Poulsen (DEN)                   | Miroslav Kirchev (BUL)   |
| Racice 2015           | René Holten Poulsen (DEN) | Tom Liebscher (GER)                         | Dejan Pajić (SRB)        |
| Moskva 2016           | Tom Liebscher (GER)       | René Holten Poulsen (DEN)                   | Bence Nádas (HUN)        |
| Plovdiv 2017          | Jakub Zavrel (CZE)        | Mikita Borjkau (BLR)                        | Bálint Kopasz (HUN)      |

## K-1 1000 m
| Spel                  | Guld                      | Silver                    | Brons                    |
| Plovdiv 1997          | Botond Storcz             | Knut Holmann              | Beniamino Bonomi         |
| Zagreb 1999           | Ákos Vereckei             | Babak Amir-Tahmasseb      | Michael Kolganov         |
| Poznan 2000           | Michael Kolganov          | Petar Merkov              | Lutz Liwowski            |
| Milano 2001           | Lutz Liwowski             | Ákos Vereckei             | Eirik Verås Larsen       |
| Szeged 2002           | Tim Brabants              | Adam Seroczyński          | Lutz Liwowski            |
| Poznan 2004           | Eirik Verås Larsen        | Tim Brabants              | Jovino Gonzalez Comesana |
| Poznan 2005           | Eirik Verås Larsen        | Zoltán Benkő              | Emanuel Silva            |
| Račice 2006           | Tim Brabants              | Zoltán Benkő              | Markus Oscarsson         |
| Pontevedra 2007       | Eirik Verås Larsen        | Tim Brabants              | Zoltán Benkő             |
| Milano 2008           | Tim Brabants              | Gábor Kucsera             | Max Hoff                 |
| Brandenburg 2009      | Max Hoff                  | Anders Gustafsson         | René Holten Poulsen      |
| Trasona 2010          | Max Hoff                  | Aleh Jurenja              | René Holten Poulsen      |
| Belgrad 2011          | Max Hoff (GER)            | Aleh Jurenja (BLR)        | Fernando Pimenta (POR)   |
| Zagreb 2012           | Max Hoff (GER)            | René Holten Poulsen (DEN) | Francisco Cubelos (ESP)  |
| Montemor-o-Velho 2013 | René Holten Poulsen (DEN) | Max Hoff (GER)            | Josef Dostál (CZE)       |
| Moskva 2014           | Aleh Jurenja (BLR)        | René Holten Poulsen (DEN) | Max Hoff (GER)           |
| Racice 2015           | Max Hoff (GER)            | René Holten Poulsen (DEN) | Fernando Pimenta (POR)   |
| Moskva 2016           | Fernando Pimenta (POR)    | René Holten Poulsen (DEN) | Bálint Kopasz (HUN)      |
| Plovdiv 2017          | Fernando Pimenta (POR)    | René Poulsen (DEN)        | Bálint Kopasz (HUN)      |

## K-1 5000 m
| Spel                  | Guld                         | Silver                       | Brons                        |
| 1997-2009             | Ingick inte på EM-programmet | Ingick inte på EM-programmet | Ingick inte på EM-programmet |
| Trasona 2010          | Aleh Jurenja                 | Max Hoff                     | Ilja Medvedev                |
| Belgrad 2011          | Aleh Jurenja (BLR)           | Eirik Verås Larsen (NOR)     | René Holten Poulsen (DEN)    |
| Zagreb 2012           | Aleh Jurenja (BLR)           | Max Hoff (GER)               | Milán Noé (HUN)              |
| Montemor-o-Velho 2013 | Max Hoff (GER)               | Fernando Pimenta (POR)       | René Holten Poulsen (DEN)    |
| Moskva 2014           | Max Hoff (GER)               | René Holten Poulsen (DEN)    | Fernando Pimenta (POR)       |
| Racice 2015           | René Holten Poulsen (DEN)    | Max Hoff (GER)               | Aleh Jurenja (BLR)           |
| Moskva 2016           | Fernando Pimenta (POR)       | René Holten Poulsen (DEN)    | Aleh Jurenja (BLR)           |
| Plovdiv 2017          | Max Hoff (GER)               | Fernando Pimenta (POR)       | Eivind Vold (NOR)            |

## K-2 200 m
| Spel                  | Guld                                            | Silver                                          | Brons                                                |
| Plovdiv 1997          | Ungern Róbert Hegedűs Vince Fehérvári           | Rumänien Romică Şerban Florin Scoica            | Polen Maciej Freimut Adam Wysocki                    |
| Zagreb 1999           | Polen Marek Twardowski Adam Wysocki             | Norge Nils Olav Fjeldheim Andreas Gjersøe       | Ryssland Sergej Verlin Anatolij Tisjtjenko           |
| Poznan 2000           | Ukraina Mychajlo Lutjnik Mykola Zajtjenkov      | Tyskland Tim Wieskötter Ronald Rauhe            | Slovakien Rastislav Kužel Martin Chorváth            |
| Milano 2001           | Tyskland Tim Wieskötter Ronald Rauhe            | Ungern Vince Fehérvári Róbert Hegedűs           | Polen Marek Twardowski Adam Wysocki                  |
| Szeged 2002           | Ungern Róbert Hegedűs Vince Fehérvári           | Tyskland Tim Wieskötter Ronald Rauhe            | Polen Adam Wysocki Marek Twardowski                  |
| Poznan 2004           | Litauen Egidijus Balčiūnas Alvydas Duonėla      | Ryssland Sergej Chovanskij Stepan Sjevtjuk      | Ungern Gergely Gyertyános Balázs Babella             |
| Poznan 2005           | Polen Adam Wysocki Marek Twardowski             | Tyskland Tim Wieskötter Ronald Rauhe            | Serbien och Montenegro Dragan Zorić Ognjen Filipović |
| Račice 2006           | Tyskland Tim Wieskötter Ronald Rauhe            | Litauen Egidijus Balčiūnas Alvydas Duonėla      | Israel Michael Kolganov Barak Lufan                  |
| Pontevedra 2007       | Belarus Vadzim Machneŭ Raman Petrusjenka        | Tyskland Tim Wieskötter Ronald Rauhe            | Serbien Ognjen Filipović Dragan Zorić                |
| Milano 2008           | Belarus Vadzim Machneŭ Raman Petrusjenka        | Litauen Egidijus Balčiūnas Alvydas Duonėla      | Ungern Péter Molnár Viktor Kadler                    |
| Brandenburg 2009      | Spanien Saúl Craviotto Rivero Carlos Pérez Rial | Belarus Vadzim Machneŭ Raman Petrusjenka        | Ukraina Sergij Servulja Mykola Kremer                |
| Trasona 2010          | Storbritannien Liam Heath Jonathon Schofield    | Spanien Saúl Craviotto Rivero Carlos Pérez Rial | Ungern Rudolf Dombi István Beé                       |
| Belgrad 2011          | Storbritannien Liam Heath Jonathon Schofield    | Belarus Raman Petrusjenka Vadzim Machneŭ        | Sverige Anders Svensson Christian Svanqvist          |
| Zagreb 2012           | Storbritannien Liam Heath Jonathon Schofield    | Tyskland Ronald Rauhe Jonas Ems                 | Polen Sebastian Szypula Dawid Putto                  |
| Montemor-o-Velho 2013 | Ryssland Jurij Postrigaj Aleksandr Djatjenko    | Tyskland Ronald Rauhe Jonas Ems                 | Frankrike Sébastien Jouve Maxime Beaumont            |
| Moskva 2014           | Tyskland Ronald Rauhe Tom Liebscher             | Ryssland Jurij Postrigaj Aleksandr Djatjenko    | Litauen Aurimas Lankas Edvinas Ramanauskas           |
| Racice 2015           | Tyskland Ronald Rauhe Tom Liebscher             | Serbien Nebojša Grujić Marko Novaković          | Litauen Aurimas Lankas Edvinas Ramanauskas           |
| Moskva 2016           | Serbien Nebojša Grujić Marko Novaković          | Ungern Bence Horváth Máte Szomolányi            | Tyskland Ronald Rauhe Tom Liebscher                  |
| Plovdiv 2017          | Ungern Márk Balaska Balázs Birkás               | Ryssland Kirill Ljapunov Aleksandr Djatjenko    | Tyskland Ronald Rauhe Max Lemke                      |

## K-2 500 m
| Spel                  | Guld                                     | Silver                                          | Brons                                            |
| Plovdiv 1997          | Italien Luca Negri Beniamino Bonomi      | Polen Adam Wysocki Maciej Freimut               | Ungern Róbert Hegedűs Péter Almási               |
| Zagreb 1999           | Polen Marek Twardowski Adam Wysocki      | Ungern Ákos Vereckei Zoltán Kammerer            | Slovakien Juraj Bača Michal Riszdorfer           |
| Poznan 2000           | Tyskland Tim Wieskötter Ronald Rauhe     | Tjeckien Pavel Holubar Radek Zaruba             | Ungern István Beé Vince Fehérvári                |
| Milano 2001           | Tyskland Tim Wieskötter Ronald Rauhe     | Ungern Krisztián Bártfai Krisztián Veréb        | Polen Adam Wysocki Marek Twardowski              |
| Szeged 2002           | Tyskland Tim Wieskötter Ronald Rauhe     | Ungern Botond Storcz Zoltán Kammerer\|          | Sverige Markus Oscarsson Henrik Nilsson          |
| Poznan 2004           | Tyskland Tim Wieskötter Ronald Rauhe     | Litauen Egidijus Balčiūnas Alvydas Duonėla      | Ryssland Anatolij Tisjtjenko Vladimir Grusjichin |
| Poznan 2005           | Tyskland Ronald Rauhe Tim Wieskötter     | Polen Marek Twardowski Adam Wysocki             | Ungern Gábor Kucsera Zoltán Kammerer             |
| Račice 2006           | Tyskland Tim Wieskötter Ronald Rauhe     | Ungern Gábor Kucsera Zoltán Kammerer            | Belarus Vadzim Machneŭ Raman Petrusjenka         |
| Pontevedra 2007       | Tyskland Tim Wieskötter Ronald Rauhe     | Belarus Vadzim Machneŭ Raman Petrusjenka        | Polen Adam Wysocki Tomasz Mendelski              |
| Milano 2008           | Tyskland Tim Wieskötter Ronald Rauhe     | Spanien Saúl Craviotto Rivero Carlos Pérez Rial | Litauen Egidijus Balčiūnas Alvydas Duonėla       |
| Brandenburg 2009      | Belarus Raman Petrusjenka Vadzim Machneŭ | Ungern Zoltán Kammerer Gábor Kucsera            | Tyskland Marcus Gross Hendrik Bertz              |
| Trasona 2010          | Belarus Vadzim Machneŭ Raman Petrusjenka | Spanien Saúl Craviotto Rivero Carlos Pérez Rial | Portugal Fernando Pimenta Emanuel Silva          |
| Belgrad 2011          | Belarus Raman Petrusjenka Vadzim Machneŭ | Slovakien Erik Vlček Peter Gelle                | Portugal Emanuel Silva João Ribeiro              |
| Zagreb 2012           | Frankrike Arnaud Hybois Sébastien Jouve  | Serbien Dusko Stanojević Dejan Pajić            | Belarus Raman Petrusjenka Vadzim Machneŭ         |
| Montemor-o-Velho 2013 | Tyskland Max Rendschmidt Marcus Gross    | Serbien Simo Boltić Marko Dragosavljević        | Polen Paweł Szandrach Mariusz Kujawski           |
| Moskva 2014           | Portugal Emanuel Silva João Ribeiro      | Frankrike Sébastien Jouve Maxime Beaumont       | Belarus Raman Petrusjenka Vadzim Machneŭ         |
| Racice 2015           | Tyskland Max Rendschmidt Marcus Gross    | Slovakien Erik Vlček Juraj Tarr                 | Belarus Vital Bjalko Raman Petrusjenka           |
| Moskva 2016           | Slovakien Martin Jankovec Gabor Jakubik  | Spanien Gabriel Campo Ruben Millan              | Belarus Vital Bjalko Raman Petrusjenka           |
| Plovdiv 2017          | Ungern Bence Nádas Sándor Tótka          | Serbien Dejan Pajić Ervin Holpert               | Ukraina Ivan Semykin Ihor Trunov                 |

## K-2 1000 m
| Spel                  | Guld                                          | Silver                                               | Brons                                               |
| Plovdiv 1997          | Italien Luca Negri Antonio Rossi              | Polen Dariusz Białkowski Grzegorz Kotowicz           | Bulgarien Milko Kazanov Adrian Dushev               |
| Zagreb 1999           | Slovakien Michal Riszdorfer Juraj Bača        | Ungern Zoltán Kammerer Ákos Vereckei                 | Polen Marek Twardowski Adam Wysocki                 |
| Poznan 2000           | Norge Eirik Verås Larsen Nils Olav Fjeldheim  | Ungern Krisztián Veréb Krisztián Bártfai             | Ryssland Oleg Gorobij Jevgenij Salachov             |
| Milano 2001           | Norge Nils Olav Fjeldheim Eirik Verås Larsen  | Ungern Krisztián Veréb Krisztián Bártfai             | Tyskland Marc Westphalen Marco Herszel              |
| Szeged 2002           | Sverige Henrik Nilsson Markus Oscarsson       | Slovenien Róbert Erban Juraj Kadnár                  | Norge Nils Olav Fjeldheim Eirik Verås Larsen        |
| Poznan 2004           | Norge Eirik Verås Larsen Nils Olav Fjeldheim  | Spanien Pablo Banos Javier Hernanz Agueria           | Storbritannien Paul Darby-Dowman Ian Wynne          |
| Poznan 2005           | Rumänien Ionuţ Anghel Marian Sevici           | Ungern Roland Kökény Gábor Kucsera                   | Tyskland Marco Herszel Andreas Ihle                 |
| Račice 2006           | Ungern Gábor Kucsera Zoltán Kammerer          | Tyskland Rupert Wagner Andreas Ihle                  | Spanien Pablo Banos Javier Hernanz Agueria          |
| Pontevedra 2007       | Ungern Gábor Kucsera Zoltán Kammerer          | Tyskland Rupert Wagner Andreas Ihle                  | Frankrike Cyrille Carre Philippe Colin              |
| Milano 2008           | Danmark René Holten Poulsen Kim Wraae Knudsen | Spanien Javier Hernanz Agueria Diego Cosgaya Noriega | Frankrike Philippe Colin Cyrille Carre              |
| Brandenburg 2009      | Norge Eirik Verås Larsen Jacob Norenberg      | Ungern Gábor Gönczy Roland Kökény                    | Tyskland Norman Zahm Sebastian Lindner              |
| Trasona 2010          | Tyskland Andreas Ihle Martin Hollstein        | Ungern Zoltán Kammerer Ákos Vereckei                 | Spanien Diego Cosgaya Noriega Emilio Merchán Alonso |
| Belgrad 2011          | Tyskland Andreas Ihle Martin Hollstein        | Ryssland Vitalij Jurtjenko Vasilij Pogreban          | Ungern Roland Kökény Rudolf Dombi                   |
| Zagreb 2012           | Ungern Rudolf Dombi Roland Kökény             | Tyskland Martin Hollstein Andreas Ihle               | Slovakien Peter Gelle Erik Vlček                    |
| Montemor-o-Velho 2013 | Tyskland Max Rendschmidt Marcus Gross         | Ryssland Ilja Medvedev Anton Rjachov                 | Tjeckien Daniel Havel Jan Štěrba                    |
| Moskva 2014           | Tyskland Max Rendschmidt Marcus Gross         | Frankrike Arnaud Hybois Étienne Hubert               | Slovakien Erik Vlček Juraj Tarr                     |
| Racice 2015           | Tyskland Max Rendschmidt Marcus Gross         | Belarus Vital Bjalko Raman Petrusjenka               | Tjeckien Daniel Havel Jan Sterba                    |
| Moskva 2016           | Tyskland Max Hoff Marcus Gross                | Ungern Tibor Hufnágel Bence Dombvári                 | Serbien Marko Tomićević Milenko Zorić               |
| Plovdiv 2017          | Tyskland Max Hoff Marcus Gross                | Serbien Marko Tomićević Milenko Zorić                | Spanien Francisco Cubelos Iñigo Pena                |

## K-4 200 m
| Spel             | Guld                                                                         | Silver                                                                                           | Brons                                                                 |
| Plovdiv 1997     | Ungern Gyula Kajner Vince Fehérvári Zoltán Páger István Beé                  | Ryssland Anatolij Tistjenko Oleg Gorobij Sergej Verlin Aleksandr Ivanik                          | Polen Piotr Markiewicz Grzegorz Kotowicz Adam Wysocki Marek Witkowski |
| Zagreb 1999      | Ryssland Vitalij Gankin Aleksandr Ivanik Andrej Tissin Roman Zarubin         | Ukraina Andrij Borzukov Mychajlo Lutjnik Oleksij Slivinskyj Mykola Zajtjenkov                    | Slovakien Martin Chorváth Jan Divinec Andrej Wiebauer Rastislav Kužel |
| Poznan 2000      | Slovakien Rastislav Kužel Juraj Kadnár Andrej Wiebauer Martin Chorváth       | Ukraina Mykola Zajtjenkov Mychajlo Lutjnik Andrij Borzukov Oleksij Slivinskyj                    | Ungern Gyula Kajner István Beé Róbert Hegedűs Vince Fehérvári         |
| Milano 2001      | Ungern Gábor Horváth Róbert Hegedűs Vince Fehérvári István Beé               | Ryssland Jevgenij Salachov Denis Turtjenkov Roman Zarubin Oleg Gorobij                           | Rumänien Romică Şerban Vasile Curuzan Marian Baban Geza Magyar        |
| Szeged 2002      | Slovakien Rastislav Kužel Ladislav Belovič Martin Chorváth Juraj Lipták      | Spanien Manuel Munoz Arestoy Jaime Acuna Iglesias Aique Gonzales Comesana Oier Aranzadi Aizpurua | Ungern István Beé Gábor Horváth Vince Fehérvári Róbert Hegedűs        |
| Poznan 2004      | Ungern Viktor Kadler István Beé Balázs Babella Gergely Boros                 | Spanien Manuel Munoz Arestoy Jaime Acuna Iglesias Oier Aranzadi Aizpurua Aique Gonzales Comesana | Ryssland Roman Zarubin Aleksandr Ivanik Anatolij Golikov Oleg Tjertov |
| Poznan 2005      | Ungern Gergely Gyertyános Balázs Babella István Beé Viktor Kadler            | Tjeckien Filip Svab Pavel Holubar Svatopluk Batka Jan Sterba                                     | Tyskland Björn Bach Jonas Ems Norman Brockl Björn Goldschmidt         |
| Račice 2006      | Belarus Raman Petrusjenka Aljaksej Abalmasaŭ Dziamjan Turtjyn Vadzim Machneŭ | Tjeckien Svatopluk Batka Jan Sterba Pavel Holubar Filip Svab                                     | Ungern Viktor Kadler Gergely Gyertyános István Beé Balázs Babella     |
| Pontevedra 2007  | Serbien Ognjen Filipović Dragan Zorić Bora Sibinkic Milan Djenadić           | Belarus Raman Petrusjenka Aljaksej Abalmasaŭ Dziamjan Turtjyn Vadzim Machneŭ                     | Ungern Viktor Kadler Gergely Gyertyános Balázs Babella István Beé     |
| Milano 2008      | Belarus Raman Petrusjenka Dziamjan Turtjyn Vadzim Machneŭ Ruslan Bitjan      | Serbien Ognjen Filipović Bora Sibinkic Milan Djenadić Dragan Zorić                               | Ungern Márton Sík Gergely Boros Attila Csamango Balázs Babella        |
| Brandenburg 2009 | Belarus Vadzim Machneŭ Taras Valko Dziamjan Turtjyn Raman Petrusjenka        | Ryssland Stepan Sjevtjuk Aleksandr Djatjenko Sergej Chovanskij Roman Zarubin                     | Ungern Rudolf Dombi Gergely Gyertyános Viktor Kadler Gergely Boros    |
| 2010-            | Borttaget från EM-programmet                                                 | Borttaget från EM-programmet                                                                     | Borttaget från EM-programmet                                          |

## K-4 500 m
| Spel            | Guld                                                                          | Silver                                                                             | Brons |
| Plovdiv 1997    | Ungern Róbert Hegedűs Zoltán Kammerer Ákos Vereckei Botond Storcz             | Polen Mariusz Wieczorek Grzegorz Andziak Paweł Łakomy Piotr Olszewski              | Ryssland Sergei Verlin Alexander Ivanik Oleg Gorobii Anatoli Tischenko                                                                        |
| Zagreb 1999     | Ryssland Alexander Ivanik Vitali Gankin Roman Zarubin Andrei Tissin           | Bulgarien Petar Merkov Adrian Dushev Milko Kazanov Petar Sibinkich                 | Rumänien Sorin Petcu Vasile Curuzan Marian Sîrbu Romică Şerban                                                                                |
| Poznan 2000     | Tyskland Stefan Ulm Jan Schäfer Mark Zabel Björn Bach                         | Slovakien Juraj Tarr Richard Riszdorfer Erik Vlček Róbert Erban                    | Ryssland Anatoli Tistjenko Andrei Tjttjegolichin Oleg Gorobii Jevgenj Salachov                                                                |
| Milano 2001     | Ryssland Denis Turtjenkov Alexander Ivanik Andrei Tissin Roman Zarubin        | Slovakien Richard Riszdorfer Michal Riszdorfer Erik Vlček Juraj Bača               | Belarus Vadzim Machneu Raman Piatrusjenka Aliaksei Abalmasau Aliaksei Sjurkovski                                                              |
| Szeged 2002     | Slovakien Juraj Bača Erik Vlček Michal Riszdorfer Richard Riszdorfer          | Ungern Róbert Hegedűs Zsombor Borhi Lajos Gyökös Roland Kökény                     | Italien Andrea Facchin Luca Piemonte Franco Benedini Antonio Rossi                                                                            |
| Poznan 2004     | Ungern Zoltán Benkő István Beé Roland Kökény Gábor Kucsera                    | Belarus Aliaksei Abalmasau Dziamjan Turtjyn Raman Piatrusjenka Vadzim Machneu      | Ryssland Andrej Tissin Oleg Tjertov Stepan Sjevtjuk Sergei Chovanskij                                                                         |
| Poznan 2005     | Belarus Vadzim Machneu Aliaksei Abalmasau Dziamjan Turtjyn Raman Piatrusjenka | Slovakien Michal Riszdorfer Juraj Tarr Andrej Wiebauer Róbert Erban                | Rumänien Marian Baban Stefan Vasile Alin Anton Florean Mada                                                                                   |
| Račice 2006     | Slovakien Róbert Erban Richard Riszdorfer Michal Riszdorfer Erik Vlček        | Rumänien Alexandru Ceausu Marian Baban Vasile Stefan Alin Anton                    | Ungern Attila Boros Gábor Bozsik Attila Csamango Márton Sík                                                                                   |
| Pontevedra 2007 | Slovakien Juraj Tarr Richard Riszdorfer Michal Riszdorfer Erik Vlček          | Belarus Ruslan Bichan Dzianis Zjyhadla Siarhei Findziukevitj Stanislau Streltjanka | Ungern Attila Csamango Gábor Bozsik Attila Boros Márton Sík                                                                                   |
| Milano 2008     | Slovakien Erik Vlček Michal Riszdorfer Richard Riszdorfer Juraj Tarr          | Ungern Zoltán Benkő Gábor Kucsera Viktor Kadler Zoltán Kammerer                    | Belarus Vadzim Machneu Artur Litvinchuk Aliaksei Abalmasau Raman Piatrusjenka                                                                 |
| 2009-2015       | Borttaget från EM-programmet                                                  | Borttaget från EM-programmet                                                       | Borttaget från EM-programmet |
| Moskva 2016     | Ungern Bence Nádas Péter Molnár Sándor Tótka Tamás Somorácz                   | Slovakien Denis Myšák Juraj Tarr Erik Vlček Tibor Linka                            | Spanien Francisco Cubelos Albert Marti Roi Rodriguez Diego Cosgaya Ryssland Artem Kuzachmetov Oleg Gusev Aleksandr Sergeev Vladislav Blintcov |
| Plovdiv 2017    | Ungern Bence Nádas Péter Molnár Sándor Tótka Milán Mozgi                      | Slovakien Denis Mysak Juraj Tarr Tibor Linka Erik Vlček                            | Belarus Raman Piatrusjenka Mikita Borjkau Dzmitrj Tratsiakou Vitalij Bialko                                                                   |

## K-4 1000 m
| Spel                  | Guld                                                                          | Silver                                                                        | Brons                                                                            |
| Plovdiv 1997          | Ungern Zoltán Kammerer Péter Almási Zsombor Borhi Róbert Hegedűs              | Slovakien Martin Hlusko Michal Riszdorfer Zsolt Bogdany Juraj Bača            | Polen Piotr Markiewicz Adam Seroczyński Marek Witkowski Grzegorz Kaleta          |
| Zagreb 1999           | Polen Grzegorz Kotowicz Adam Seroczyński Dariusz Białkowski Marek Witkowski   | Bulgarien Milko Kazanov Adrian Dushev Petar Sibinkich Petar Merkov            | Slovakien Andrej Wiebauer Juraj Kadnár Martin Chorváth Rastislav Kužel           |
| Poznan 2000           | Tyskland Jan Schäfer Mark Zabel Björn Bach Stefan Ulm                         | Ungern Ákos Vereckei Botond Storcz Gábor Horváth Zoltán Kammerer              | Bulgarien Milko Kazanov Adrian Dushev Petar Merkov Petar Sibinkich               |
| Milano 2001           | Slovakien Juraj Bača Erik Vlček Richard Riszdorfer Michal Riszdorfer          | Tyskland Andreas Ihle Mark Zabel Björn Bach Stefan Ulm                        | Belarus Aliaksei Sjurkovski Aliaksei Abalmasau Raman Piatrusjenka Vadzim Machneu |
| Szeged 2002           | Slovakien Juraj Bača Richard Riszdorfer Michal Riszdorfer Erik Vlček          | Ungern Botond Storcz Roland Kökény Gábor Horváth Zoltán Kammerer              | Bulgarien Milko Kazanov Ivan Hristov Petar Merkov Jordan Jordanov                |
| Poznan 2004           | Ungern Botond Storcz Ákos Vereckei Gábor Horváth Zoltán Kammerer              | Norge Alexander Wefald Mattis Næss Jacob Norenberg Andreas Gjersøe            | Polen Tomasz Mendelski Dariusz Białkowski Rafał Głażewski Paweł Baumann          |
| Poznan 2005           | Slovakien Michal Riszdorfer Róbert Erban Erik Vlček Richard Riszdorfer        | Rumänien Florean Mada Alin Anton Marian Baban Stefan Vasile                   | Polen Marek Twardowski Adam Wysocki Tomasz Mendelski Paweł Baumann               |
| Račice 2006           | Slovakien Richard Riszdorfer Michal Riszdorfer Erik Vlček Róbert Erban        | Belarus Dziamjan Turtjyn Aliaksei Abalmasau Vadzim Machneu Raman Piatrusjenka | Tyskland Lutz Altepost Norman Bröckl Björn Bach Björn Goldschmidt                |
| Pontevedra 2007       | Slovakien Richard Riszdorfer Michal Riszdorfer Erik Vlček Juraj Tarr          | Ungern Ákos Vereckei Roland Kökény Gábor Horváth Lajos Gyökös                 | Polen Marek Twardowski Adam Seroczyński Tomasz Mendelski Adam Wysocki            |
| Milano 2008           | Slovakien Erik Vlček Juraj Tarr Michal Riszdorfer Richard Riszdorfer          | Tyskland Torsten Eckbrett Lutz Altepost Norman Bröckl Björn Goldschmidt       | Italien Antonio Rossi Franco Benedini Luca Piemonte Alberto Ricchetti            |
| Brandenburg 2009      | Belarus Vadzim Machneu Artur Litvintjuk Aliaksei Abalmasau Raman Piatrusjenka | Slovakien Michal Riszdorfer Erik Vlček Juraj Tarr Richard Riszdorfer          | Tjeckien Ondrej Horsky Jan Soucek Jan Sterba Jan Andlik                          |
| Trasona 2010          | Tyskland Norman Brockl Marcus Gross Tim Wieskötter Hendrik Bertz              | Ungern Tamás Szalai Rudolf Dombi Gergely Hadvina Roland Kökény                | Tjeckien Ondrej Horsky Jan Soucek Daniel Havel Sterba Jan                        |
| Belgrad 2011          | Portugal Fernando Pimenta João Ribeiro Emanuel Silva David Fernandes          | Tyskland Max Hoff Marcus Gross Norman Bröckl Robert Gleinert                  | Rumänien Ionel Gavrila Ştefan Vasile Toni Ioneticu Traian Neagu                  |
| Zagreb 2012           | Danmark Kim Wraae René Holten Poulsen Emil Stćr Kasper Bleibach               | Rumänien Traian Neagu Toni Ioneticu Ştefan Vasile Petrus Gavrila              | Serbien Milenko Zorić Ervin Holpert Aleksandar Aleksić Dejan Terzić              |
| Montemor-o-Velho 2013 | Tjeckien Daniel Havel Josef Dostál Lukáš Trefil Jan Štěrba                    | Portugal Fernando Pimenta Emanuel Silva João Ribeiro David Fernandes          | Ungern Zoltán Kammerer Tamás Kulifai Dávid Tóth Dániel Pauman                    |
| Moskva 2014           | Tjeckien Daniel Havel Josef Dostál Lukáš Trefil Jan Štěrba                    | Slovakien Marek Krajkovic Matej Michálek Gábor Jakubík Viktor Demin           | Portugal Fernando Pimenta Emanuel Silva João Ribeiro David Fernandes             |
| Racice 2015           | Tjeckien Daniel Havel Lukáš Trefil Josef Dostál Jan Štěrba                    | Portugal Fernando Pimenta João Ribeiro Emanuel Silva David Fernandes          | Spanien Javier Hernanz Rodrigo Germade Oscar Carrera Íñigo Peña                  |
| Moskva 2016           | Slovakien Denis Myšák Juraj Tarr Erik Vlcek Tibor Linka                       | Ryssland Kirill Ljapunov Roman Anosjkin Vasilj Pogreban Oleg Zjestkov         | Polen Martin Brzezinski Rafal Rosolski Bartosz Stabno Norbert Kuczynski          |
| Plovdiv 2017          | Spanien Francisco Cubelos Javier Cabañín Marcus Walz Iñigo Pena               | Polen Martin Brzeziński Rafał Rosolski Bartosz Stabno Norbert Kuczyński       | Slovakien Denis Mysak Juraj Tarr Tibor Linka Erik Vlček                          |

## K-1 4 x 200 m
| Spel             | Guld                                                                  | Silver                                                        | Brons                                                                                 |
| Brandenburg 2009 | Danmark Lasse Nielsen Casper Nielsen Esben Østergaard Kasper Bleibach | Tyskland Torsten Lubisch Norman Brockl Ronald Rauhe Jonas Ems | Spanien Francisco Blanco Llera Borja Prieto Valera Pablo Andres Ekaitz Saies Sistiaga |
| 2010-            | Borttaget från EM-programmet                                          | Borttaget från EM-programmet                                  | Borttaget från EM-programmet                                                          |